# Avenida Maranguape
Avenida Maranguape é um logradouro localizado na Zona Norte da cidade brasileira de Natal, a capital do Rio Grande do Norte. Considerada uma das principais vias da região, ela inicia-se na Avenida Doutor João Medeiros Filho, e termina na Rodovia BR-101 Norte, na altura do Distrito Industrial de Natal.
É um dos principais acessos a partir da capital às cidades da região do Litoral Norte Potiguar, tais como Extremoz, Maxaranguape e Touros. Corta os dois bairros de Potengi e Nossa Senhora da Apresentação, dois dos bairros mais populosos da cidade. É comum, principalmente no início da manhã e no final da tarde, um intenso trânsito na via.